# Långsjön (By socken, Dalarna, 667418-153338)
Långsjön är en sjö i Avesta kommun i Dalarna och ingår i Dalälvens huvudavrinningsområde. Sjön har en area på 0,129 kvadratkilometer och ligger 96 meter över havet. Sjön avvattnas av vattendraget Lissjöån (Långsjöb.). Vid provfiske har abborre och mört fångats i sjön.

## Delavrinningsområde
Långsjön ingår i det delavrinningsområde (667399-153355) som SMHI kallar för Mynnar i Bäsingen. Medelhöjden är 91 meter över havet och ytan är 4,11 kvadratkilometer. Det finns inga avrinningsområden uppströms utan avrinningsområdet är högsta punkten. Lissjöån (Långsjöb.) som avvattnar avrinningsområdet har biflödesordning 2, vilket innebär att vattnet flödar genom totalt 2 vattendrag innan det når havet efter 106 kilometer. Avrinningsområdet består mestadels av skog (84 procent). Avrinningsområdet har 0,12 kvadratkilometer vattenytor vilket ger det en sjöprocent på 8,5 procent.